# Comunicazione interpersonale
La comunicazione interpersonale è una successione di avvenimenti costituiti dalla creazione e dallo scambio di segnali verbali e non verbali, tra almeno due persone collocate in un contesto sociale, disposte intenzionalmente l’una verso l’altra, in un rapporto di interdipendenza in cui ciascuna influenza significativamente il comportamento dell’altro; la dinamica relazionale pertanto viene co-definita dalle persone coinvolte nella comunicazione interpersonale. Non è necessario che tale interazione avvenga nella condivisione del tempo e dello spazio degli interlocutori. È diventata oggetto di studio dall'inizio degli anni sessanta iniziando negli Stati Uniti e successivamente nel resto del mondo, è costituita dall'insieme dei fenomeni che veicolano lo scambio di informazioni tra due o più persone sia attraverso il linguaggio verbale sia quello corporeo.

## Descrizione

### Componenti della comunicazione
I fattori principali del processo comunicativo sono:
- Il mittente: colui che invia e comunica il messaggio
- Il destinatario: colui a cui è diretto il messaggio
- Il messaggio: l'informazione o l'effettivo contenuto che viene trasmesso.

Questo scambio avviene attraverso due meccanismi possibili: la codifica e la decodifica. Per codifica si intende il processo che esegue il mittente, il quale codifica (traduce) i propri pensieri in linguaggio e li trasmette al ricevitore che, al fine di comprendere il messaggio, deve decodificarlo e quindi attuare una decodifica.  Questo processo accade in modo del tutto inconsapevole per chi parla la stessa lingua e che quindi possiede lo stesso codice linguistico, diventa maggiormente complesso nel momento in cui due interlocutori parlanti lingue differenti si incontrano.
- Il canale: i sensi coinvolti nel dialogo
- Il rumore: tutti gli stimoli che interferiscono con l'espressione e/o la comprensione di messaggi

### Modelli di comunicazione interpersonale
Paul Watzlawick e colleghi (1967) hanno introdotto una differenza di fondamentale importanza nello studio della comunicazione umana: ogni processo comunicativo tra esseri umani possiede due dimensioni distinte: da un lato il contenuto, ciò che le parole dicono, dall'altro la relazione, ovvero quello che i parlanti lasciano intendere, a livello verbale e più spesso non verbale, sulla qualità della relazione che intercorre tra loro. 

Il modello di Friedemann Schulz von Thun: il quadrato della comunicazione.

In epoca recente (1981), lo psicologo Friedemann Schulz von Thun, dell'Università di Amburgo, ha proposto un modello di comunicazione interpersonale che distingue quattro dimensioni diverse, nel cosiddetto "quadrato della comunicazione": 
- Contenuto: di che cosa si tratta? (lato blu del quadrato, in alto).
- Relazione: come definisce il rapporto con te, che cosa ti fa capire di pensare di te, colui che parla? (lato giallo, in basso).
- Rivelazione di sé: ogni volta che qualcuno si esprime rivela, consapevolmente o meno, qualcosa di sé (lato verde, a sinistra).
- Appello: che effetti vuole ottenere chi parla? Ciò che il parlante chiede, esplicitamente o implicitamente, alla controparte di fare, dire, pensare, sentire. (lato rosso, a destra).

Queste quattro dimensioni si possono tenere presenti sia nel formulare messaggi che nell'ascolto e nell'interpretazione dei messaggi di altri. In questo secondo caso la "scuola di Amburgo" parla delle "quattro orecchie" (corrispondenti ai "quattro lati del quadrato della comunicazione") su cui ci si può sintonizzare. Ad esempio, per riuscire a "prendermela", ad offendermi nell'ascoltare la comunicazione x, dovrò assegnare ad essa significato sintonizzandomi sull'orecchio "giallo", quello che tende a vedere nella comunicazione degli altri il loro soppesarci, il segno cioè di quanto questi ci rispettino. Questo modello visualizza come noi si sia sempre liberi di assegnare a qualsiasi comunicazione un significato oppure un altro, evidenzia così il potere di chi ascolta nel contribuire a definire la qualità di una interazione. Con un poco di allenamento è possibile, ad esempio, sintonizzarci sull'orecchio verde, invece che su quello giallo, e chiederci, dentro di noi, di fronte ad una comunicazione che ci pare irritante (e lo farà solo se siamo sintonizzati sull'orecchio giallo!): "come si sente, la persona che parla, per sentire il bisogno di parlarmi in questo modo?"
La comunicazione interpersonale, che coinvolge più persone, è basata su una relazione in cui gli interlocutori si influenzano vicendevolmente come in un circolo vizioso. La comunicazione interpersonale si suddivide a sua volta in tre parti.
- La comunicazione verbale, che avviene attraverso l'uso del linguaggio, sia scritto che orale, e che dipende da precise regole sintattiche e grammaticali.
- La comunicazione non verbale, la quale invece avviene senza l'uso delle parole, ma attraverso canali diversificati, quali mimiche facciali, sguardi, gesti, posture.
- La comunicazione para verbale, che riguarda in ultima analisi nella voce. Ossia nel tono, nel volume e nel ritmo. Ma anche nelle pause e in altre espressioni sonore quali lo schiarirsi la voce ad esempio oltreché nel giocherellare con qualsiasi cosa capiti a tiro di mano.